# Acer pluridens
Acer pluridens é uma espécie de árvore do gênero Acer, pertencente à família Aceraceae.